# Танлаваяха
Танлаваяха (уст. Танлова-Яха) — река в Приуральском и Ямальском районах Ямало-Ненецкого АО России. Устье реки находится у села Щучье, в 143 км по левому берегу реки Щучья. Длина реки составляет 193 км, площадь водосборного бассейна 2010 км². Высота истока — 59 м над уровнем моря.

## Притоки
- На 109 км по правому берегу впадает Тюрседаяха[5].
- На 112 км по правому берегу впадает Нумтосё[5].
- На 142 км по правому берегу впадает Салпадаяха[6].

## Данные водного реестра
По данным государственного водного реестра России относится к Нижнеобскому бассейновому округу, водохозяйственный участок реки — Обь от города Салехард и до устья, речной подбассейн реки — бассейны притоков Оби ниже впадения Северной Сосьвы. Речной бассейн реки — (Нижняя) Обь от впадения Иртыша.
По данным геоинформационной системы водохозяйственного районирования территории РФ, подготовленной Федеральным агентством водных ресурсов.